# Чернявська Ольга Петрівна
Ольга Петрівна Чернявська  (25 лютого 1939, село Вовчинець, Королівство Румунія, тепер Кельменецького району Чернівецької області) — українська радянська діячка, новатор виробництва, швачка-мотористка Чернівецької трикотажної фабрики № 2 Чернівецької області. Депутат Верховної Ради УРСР 7-го скликання.

## Біографія
Народилася у селянській родині. Батько загинув на фронтах Другої світової війни.
Закінчила сільську семирічну школу. У 1955 році закінчила Чернівецьке фабрично-заводське училище трикотажників.
З 1955 року — швачка-мотористка Чернівецької трикотажної фабрики № 2 Чернівецької області. Перевиконувала виробничі плани, досягала високої якості виробів. У 1963 році їй було присвоєно звання ударниці комуністичної праці.
Без відриву від виробництва закінчила Чернівецьку заочну середню школу.
Потім — на пенсії у місті Чернівцях.

## Нагороди
- медаль «За трудову доблесть» (1966)